# Kwania-tó
A Kwania-tó Ugandában Lira, Apac, Amolatar kerületek és az Északi Régió területén fekszik. A tó a Fehér-Nílus környéki vízrendszer tagja, a Viktória-tó és az Albert-tó között fekszik. A vízzel borított terület jóval kisebb a közeli Kyoga-tónál és a vízjárta mocsarak és a nyílt vízfelületek területe is kisebb annál. A nyílt vízfelszín ebből 3420 négyzetkilométer, míg a mocsaras területek 2180 négyzetkilométert borítanak. Összességében a Kwania-tó környéki vizes élőhelyeknek mindössze 16 százaléka nyílt vízfelület. A tavon nagy mértékű halászat folyt az 1950-es években a nílusi tilápia, a nílusi sügér miatt, valamint a behurcolt idegen halfajok komoly egyedszám-csökkenést okoztak az ötvenes évek közepétől kezdődően. A hatvanas évek végére a tóból kifogott és eladásra került halak 80 százaléka nem az őshonos halfajták közül került ki.

## Flóra és fauna
A tó mocsaras partvidékét papirusznád borítja. A papirusznád helyenként elválika partvonaltól és úgy nevezett lebegő szigeteket alkot. A vizes élőhelyekre jellemző növényvilág veszi körül a tavat. Füves területek és erdős részek főként a vidék azon részeit borítják, melyek ritkábban kerülnek víz alá.
Az emlősök közül itt él a nagyfogú tömpeujjú-vidra, a mocsári manguszta, a víziló, a foltosnyakú vidra és a szitutunga. A tó környéki krokodilpopulációt csaknem kihalásig vadászták, ezért a tónál mára ritkasággá vált. Hasonlóan ritkává vált a betelepített idegen halfajok térhódítása miatt a nílusi tilápia és a nílusi sügér, valamint az Oreochromis variabilis is, melyek egykor uralták a tó halfaunáját.

## Fordítás
Ez a szócikk részben vagy egészben  a   Lake Kwania című angol Wikipédia-szócikk ezen változatának fordításán alapul.  Az eredeti cikk szerkesztőit annak laptörténete sorolja fel. Ez a jelzés csupán a megfogalmazás eredetét és a szerzői jogokat jelzi, nem szolgál a cikkben szereplő információk forrásmegjelöléseként.